# Proscedes torquigera
Proscedes torquigera är en fjärilsart som beskrevs av Diakonoff 1954. Proscedes torquigera ingår i släktet Proscedes och familjen plattmalar. Inga underarter finns listade i Catalogue of Life.